# Introducción, Métodos, Resultados y Discusión
Introducción, Métodos, Resultados y Discusión, (identificado con los acrónimos IMRyD, en español, e IMRaD, en inglés) es un modelo de estructura organizativa común para artículos de investigación original que se publiquen en una revista científica.

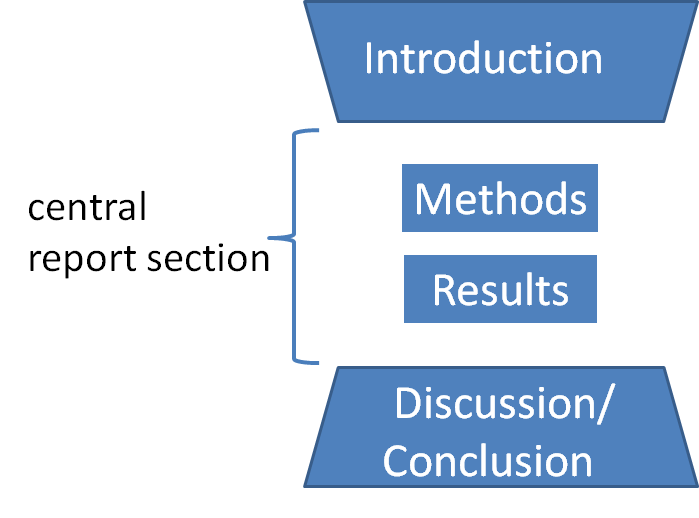
Fig.1: Modelo de "copa de vino" para estructura IMRyD. El esquema anterior muestra esquemáticamente cómo alinear la información en la escritura IMRyD. Tiene dos características, la primera es "forma simétrica de arriba a abajo", la segunda es "cambio de ancho", es decir, "la parte superior es ancha y se estrecha hacia el centro, y luego se ensancha de nuevo a medida que desciende hacia la parte inferior." El primero, "forma simétrica de arriba a abajo" representa la simetría del desarrollo de la historia. El segundo, el cambio de ancho del diagrama anterior, representa el cambio de generalidad del punto de vista.

## Visión general
Los artículos de investigación originales suelen estar estructurados en este orden básico:
- Introducción - ¿Por qué se realizó el estudio? ¿Cuál fue la pregunta de investigación, la hipótesis planteada o el propósito de la investigación?
- Métodos: ¿Cuándo, dónde y cómo se realizó el estudio? ¿Qué materiales se utilizaron o quiénes se incluyeron en los grupos de estudio (datos, usuarios, pacientes, etc.)?
- Resultados: qué respuesta se encontró a la pregunta de investigación; ¿Qué encontró el estudio? ¿Fue cierta la hipótesis planteada?
- Discusión: ¿Qué podría implicar la respuesta y por qué es importante? ¿Cómo encaja con lo que han descubierto otros investigadores? ¿Cuáles son las perspectivas para la investigación futura?

La trama y el flujo de la secuencia de IMRyD como estilo de artículo se explica por un 'modelo de copa de vino' o modelo de reloj de arena. El artículo que cumple con el formato IMRyD generalmente presenta primero "(a) el tema que posiciona el estudio desde una perspectiva amplia", "(b) el esquema del estudio", que se desarrolla a través del "(c) método de estudio", y "(d) los resultados", y concluye con "(e) resumen y conclusión de los resultados de cada cuestión", y "(f) el significado del estudio desde el punto de vista amplio y general". Aquí, (a) y (b) se mencionan en la sección de la "Introducción", (c) y (d) se mencionan en la sección del "Método" y "Resultado" respectivamente, y (e) y (f ) se mencionan en la sección de "Discusión" o "Conclusión".
En este sentido, para explicar cómo estructurar la información en el modelo IMRyD, es útil la propuesta de Glassman del 'modelo de copa de vino' (véase figura 1). Como señala este autor, el esquema del 'modelo de copa de vino' tiene dos características. La primera es de "forma simétrica de arriba a abajo", y la segunda es de "ancho cambiante", es decir, "la parte superior es ancha y se estrecha hacia el medio, y luego se ensancha de nuevo a medida que desciende hacia la parte inferior".
El primero, "forma simétrica de arriba a abajo", representa la simetría del desarrollo de la historia. La forma del trapezoide superior (que representa la estructura de Introducción) y la forma del trapezoide en la parte inferior están invertidas. Esto expresa que el mismo tema introducido en Introducción será retomado en la formación adecuada para la sección de Discusión/Conclusión en esta sección en el orden inverso. (Ver la relación entre (a), (b) y (e), (f) antes mencionados.)
El segundo, "el cambio de ancho" del esquema, representa el cambio de generalidad del punto de vista. Al igual que a lo largo del flujo del desarrollo de la historia, cuando los puntos de vista son más generales, el ancho del diagrama se muestra más amplio, y cuando están más especializados y enfocados, el ancho se muestra más estrecho.

### Formato estándar de las revistas académicas
El modelo IMRyD ha sido adoptado por un número cada vez mayor de revistas académicas desde la primera mitad del siglo XX. La estructura IMRyD ha llegado a dominar la escritura académica en las ciencias, sobre todo en la biomedicina. La estructura de la mayoría de los artículos de revistas biomédicas refleja esta tendencia. Aunque la estructura IMRyD se origina en las ciencias empíricas, ahora también aparece regularmente en revistas académicas de una amplia gama de disciplinas. Muchas revistas científicas no solo prefieren esta estructura, sino que también usan el acrónimo IMRyD como una instrucción en las instrucciones para sus autores, recomendando el uso de los cuatro términos como encabezados principales. Por ejemplo, se recomienda explícitamente en los "Requisitos uniformes para manuscritos enviados a revistas biomédicas" emitidos por el Comité Internacional de Editores de Revistas Médicas (anteriormente llamado las directrices de Vancouver):
El texto de los artículos de observación y experimentales se divide generalmente en las secciones Introducción, Métodos, Resultados y Discusión. Esta estructura IMRyD no es un formato de publicación arbitrario, sino un reflejo directo del proceso de descubrimiento científico. Los artículos largos pueden necesitar subtítulos dentro de algunas secciones (especialmente Resultados y Discusión) para aclarar su contenido. Otros tipos de artículos, como informes de casos, reseñas y editoriales pueden presentar estructuras diferentes.
La estructura IMRyD también se recomienda para estudios empíricos en la séptima edición del manual de publicación de la Asociación Americana de Psicología (estilo APA). El manual de publicación de la APA es ampliamente utilizado por revistas de ciencias sociales, educativas y del comportamiento.

## Beneficios
La estructura IMRyD ha demostrado ser exitosa porque facilita la revisión y comprensión de los trabajos publicados, lo que permite a los lectores consultar los artículos más rápidamente para localizar el contenido relevante para sus propósitos. Sin embargo, IMRyD rara vez se corresponde con la secuencia real de eventos o ideas de la investigación presentada; la estructura IMRyD apoya un reordenamiento que elimina detalles innecesarios y permite al lector consultar un documento científico claro y lógico, bien presentado y ordenado, que contiene toda la información relevante y significativa, sin elementos de distracción, resumiendo el proceso de investigación en una secuencia ideal y sin detalles innecesarios.

## Advertencias
La secuencia idealizada de la estructura IMRyD ha sido criticada en ocasiones por ser demasiado rígida y simplista. En una charla en 1964, el premio Nobel Peter Medawar incluso criticó esta estructura por no dar una representación realista de los procesos de pensamiento del científico: "... el artículo científico puede ser un fraude porque tergiversa los procesos de pensamiento que acompañaron o dieron lugar a la obra que se describe en el trabajo "  La crítica de Medawar fue discutida en la XIX Asamblea General de la Asociación Médica Mundial en 1965. Si bien se puede argumentar que es demasiado pedir a un modelo de organización que sea capaz representar todo el proceso de descubrimiento científico, la advertencia de Medawar expresó su creencia de que en muchos casos se trata la estructura como una simple panacea. Medawar y otros han dado testimonio tanto de la importancia como de las limitaciones del modelo.

## Consideraciones sobre el resumen
Además del artículo científico en sí, generalmente se requiere un breve resumen para su publicación. El resumen debe estar redactado para funcionar como un texto autónomo, aunque algunos autores y lectores pueden considerarlo como una parte integral del artículo. La creciente importancia de los resúmenes bien estructurados puede ser una consecuencia del uso de búsquedas sobre archivos de resúmenes digitales, donde un resumen bien formado aumentará la probabilidad de que un artículo sea encontrado por sus lectores. En consecuencia, existe una fuerte tendencia reciente hacia el desarrollo de requisitos formales para los resúmenes, la mayoría de las veces estructurados en el patrón IMRyD y, a menudo, con especificaciones adicionales estrictas de elementos de contenido temático que deben considerarse para su inclusión en el resumen. Estos resúmenes a menudo se denominan "resúmenes estructurados". La creciente importancia de los resúmenes ha llevado a algunos investigadores a modificar el acrónimo IMRyD por AIMRyD, para dar el debido énfasis al resumen.

## Variaciones de estilo de título
Por lo general, las secciones de artículos de IMRyD utilizan las palabras de IMRyD como títulos . Pueden ocurrir algunas variaciones, por ejemplo:
- Muchas revistas tienen la convención de omitir el encabezado "Introducción".
- En algunas revistas, el título "Métodos" puede variar, siendo "Métodos y materiales", "Materiales y métodos" o frases similares. Algunas revistas exigen que se utilice exactamente la misma redacción para este título para todos los artículos sin excepción; otras revistas aceptan lo que contenga cada manuscrito enviado, siempre que sea una de estas variantes razonables.
- La sección "Discusión" puede incluir cualquier sección de "Resumen", "Conclusión" o "Conclusiones", en cuyo caso puede haber o no un subtítulo explícito de "Resumen", "Conclusión" o "Conclusiones"; o la sección "Resumen" / "Conclusión" / "Conclusiones" puede ser una sección separada, utilizando un encabezado explícito en el mismo nivel de jerarquía de encabezado que el encabezado "Discusión". Cuál de estas variantes usar como predeterminado es una cuestión del estilo elegido por cada revista, al igual que la cuestión de si el estilo predeterminado debe imponerse a cada artículo o si se permitirá una flexibilidad sensata entre artículos. Las revistas que utilizan la "Conclusión" o las "Conclusiones" junto con una declaración sobre el "Objetivo" o el "Objetivo" del estudio en la "Introducción" siguen el acrónimo recientemente propuesto "IaMRDC" que significa "Introducción con objetivo, Materiales y métodos, resultados, discusión y conclusión ".[23]

## Otros elementos que son típicos aunque no forman parte del acrónimo
- Declaraciones de divulgación (consulte el artículo principal sobre conflictos de intereses en publicaciones académicas ):
  - El tema del lector que es el punto de la existencia de este elemento: "¿Por qué debería yo (el lector) confiar o creer lo que usted (el autor) dice? ¿Está ganando dinero con decirlo? "
  - Aparecer en las notas al pie de página iniciales o en una sección del cuerpo del artículo.
  - Subtipos de divulgación:
    - Divulgación de financiación (subvenciones al proyecto)
    - Divulgación de conflictos de interés (subvenciones a personas, trabajos / salarios, acciones o opciones sobre acciones)
- Declaración de relevancia clínica:
  - El tema del lector que es el punto de la existencia de este elemento: "¿Por qué debería (el lector) dedicar mi tiempo a leer lo que dices? ¿Qué importancia tiene para mi práctica clínica? La investigación básica es buena, los casos de otras personas son buenos, pero mi tiempo está clasificado, así que defina su caso para '¿por qué molestarse?' "
  - Aparece como un elemento de visualización (barra lateral) o como una sección del cuerpo del artículo.
  - Formato: breve, algunas frases o viñetas
- Declaración de cumplimiento ético:
  - El tema del lector que es el punto de la existencia de este elemento: "¿Por qué debería creer que sus métodos de estudio eran éticos?"
  - "Cumplimos con la Declaración de Helsinki "
  - "Conseguimos que nuestro comité de ética local aprobara el diseño de nuestro estudio antes de continuar".
  - " Conseguíamos nuestro diseño de estudio  aprobados por nuestro locales ethics comité antes de proceder.
  - "Tratamos a nuestros animales de acuerdo con nuestro Comité Institucional de Uso y Cuidado de Animales ".
- Declaración de diversidad, equidad e inclusión:[24]
  - El tema del lector que es el punto de la existencia de este elemento: "¿Por qué debería creer que sus métodos de estudio incluyeron conscientemente a las personas?" (por ejemplo, evitó inadvertidamente la subrepresentación de algunas personas, participantes o investigadores, por raza, etnia, sexo, género u otros factores)
  - "Trabajamos para asegurar que las personas de color y las personas transgénero no estuvieran subrepresentadas entre la población del estudio".
  - "Uno o más de los autores de este artículo se identifican a sí mismos como personas que viven con una discapacidad".
  - "Uno o más de los autores de este artículo se identifican a sí mismos como transgénero".

## Estandarización adicional (directrices de presentación de informes)
A finales del siglo XX y principios del XXI, difererntes comunidades científicas determinaron que el valor comunicativo de los artículos de revistas era mucho menor de lo que podría ser si se desarrollaran, promovieran y aplicaran las mejores prácticas. Así surgieron las pautas para la elaboación y presentación de publicaciones e informes científicos y técnicos. Esto ha llevado al desarrollo de plantillas y listas de verificación con mensajes del tipo: "su artículo no está completo hasta que haya hecho todas estas cosas". En la década de 1970, el ICMJE (Comité Internacional de Editores de Revistas Médicas) publicó los Requisitos uniformes para manuscritos enviados a revistas biomédicas (Requisitos uniformes o URM). En particular, la comunidad de la medicina académica ha profundizado en el cumplimiento de estándares de presentación de informes, pero una revisión de 2016 de las instrucciones para los autores en 27 revistas de medicina de urgencia encontró una mención insuficiente de los estándares de presentación de informes; y un estudio de 2018 encontró que incluso cuando las instrucciones de las revistas para los autores mencionan los estándares de presentación de informes, existe una diferencia entre la mención y hacer cumplir los requisitos que la mención representa.
La necesidad de mejores prácticas en el intercambio de datos también ha ampliado el alcance de estos esfuerzos más allá de las páginas del artículo de la revista. De hecho, desde las versiones más rigurosas de la medicina basada en la evidencia, la distancia que queda por recorrer sigue siendo notable. Por ejemplo, SHERPA proporciona herramientas de verificación de cumplimiento, y AllTrials proporciona un punto de reunión para los esfuerzos por hacer cumplir la apertura y la integridad de los informes de ensayos clínicos. Estos esfuerzos se oponen al sesgo de publicación y a la influencia corporativa excesiva en la integridad científica .